# 原创性门槛

世界各国版权法关于原创性门槛的规定：
较高原创性门槛
适中原创性门槛
较低原创性门槛
极低原创性门槛
版权管辖权不足
缺乏数据

原创性门槛（英文：Threshold of originality）是源自英美法系的一个著作权法概念，用来检验某一作品能否得到著作权法的保护。原创性是作品获得著作权法保护的前提要件，其要求作品需为作者独立完成，具备最低程度（或最基本）的创意，即包含與創作性相關的勞動與技術，不能是单纯复制自既有作品。只要一件作品具备最低程度的创意，即可达到原创性门槛而获得保护。此外部分地區的原創性門檻還要顧及作品利用價值和商業價值。
缺乏原创性的作品虽然无法获得著作权法保护，但仍可依据商标法或专利法中的相关规定，又或者依据普通法中的假冒行為来寻求知识产权保护。

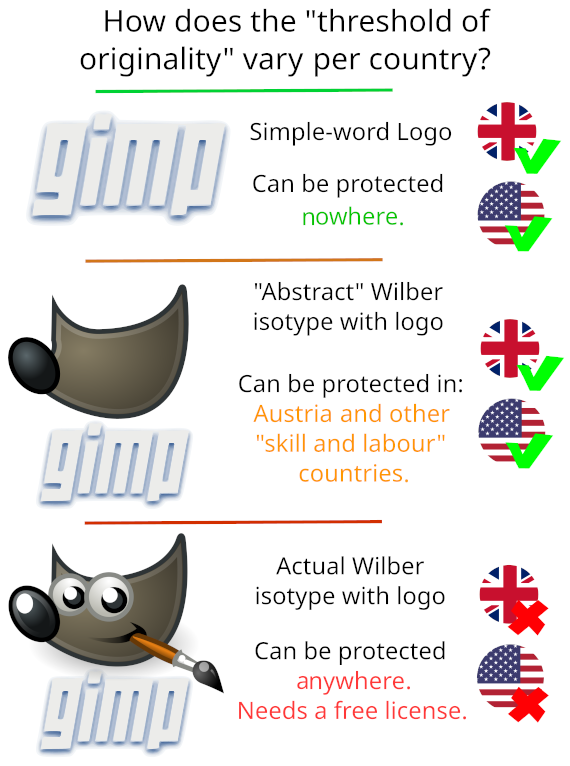
用GIMP的LOGO去解釋英國版權法與美國版權法的有關於原創性門檻的規定的不同：
上方：只有純文字的「gimp」並未受到英國版權法與美國版權法保護
中間：有加入Wilber的變種圖像只有受到英國版權法保護
下方：有加入Wilber的原始圖像有受到英國版權法與美國版權法保護

## 字体及几何图形

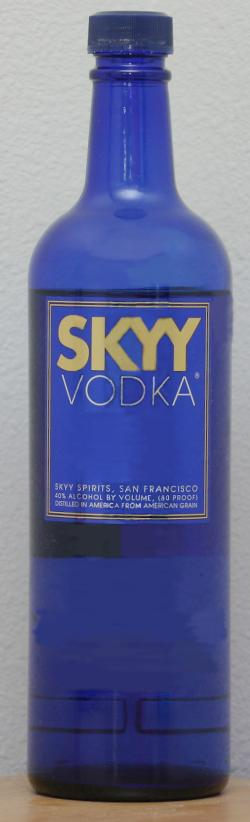
Skyy 伏特加酒酒瓶

在Ets-Hokin v. Skyy Spirits Inc.一案及一份国会报告（House Report No. 94-1476）中，字体的设计被认为无法获得美国著作权法保护。在本案的裁决中法院指出：
Skyy 伏特加酒的酒瓶，虽然很具有吸引力，但没有什么特殊的设计或者其他的特色，能让其单独作为一项作品而存在。这不过是为了发挥一定的功能普通形状的酒瓶罢了。

现在来察看瓶身上的标签。地区法院也认为  Ets-Hokin 的照片是衍生作品。我们也说过“仅能获得商标法保护而不具有著作权法保护的印刷品或标签，是无法提起著作权侵犯之诉的”。虽然标签的“图像”一般可以获得著作权法保护，但上面的“文字”所组成的图像，除非这些文字有助于说明或附属于其附带的图像，也无法获得著作权法保护。此处 Skyy 伏特加酒的酒瓶标签只有文字，没有任何图像。

## 机械创造的作品
在机械创造的作品中，“很有可能存在著作权……因为‘只要有那么一点人格就能保证原创性的存在。’”
但在美国著作权法当中，Stephen M. McJohn 写道：
著作权被限定在“有作者的作品”当中。这似乎意味着要有一个人，在满足创造性的条件下创造了该作品。如果一个作品是完全由机器创造的，那可能会因为没有“作者”而丧失著作权的保护。

此处就浮现出一个问题，即如何判定一个作品到底是完全由机器随机创造的，还是其创作过程当中有那么一丁点的人为因素，使得该作品能够获得著作权保护。美国的国会科技评估办公室认为，这个问题要取决于是否能将电脑与其他工具区分开，作为作者之一。美国版权局的看法是，“要能够满足注册版权的条件，一件作品必须是人类创造的。机器创造，或完全没有人为因素参与的随机创造作品，无法进行注册。”